# 法比安·魯伊斯
法比安·魯伊斯·佩尼亞（西班牙語：Fabián Ruiz Peña，發音：[faˈβjan rwiθ ˈpeɲa]；1996年4月3日—），西班牙足球運動員，現效力法国足球甲级联赛球會巴黎圣日耳曼，西班牙國家足球隊成員，司職中場。

## 俱樂部生涯
生於安達盧西亞的法比安，自幼加入皇家貝迪斯的青訓營。
2017年1月，以租借身份效力西乙球隊半個賽季，貢獻1進球2助攻。
在17/18賽季開始前，皇家貝蒂斯本希望讓法比安和塞瓦略斯組成雙主力組合，但後者以1650萬歐元的轉會費加盟皇家馬德里，導致皇家貝蒂斯決定更加重用法比安，並對他加以培訓。在17/18賽季里，法比安一共取得34次的西甲上場紀錄，送出3球6助攻。
2018年7月5日，法比安簽約加盟意甲的拿玻里，激活了球員合同中的違約金3000萬歐元的條款。
2022年8月30日，法比安與法甲俱樂部巴黎聖日耳曼簽訂五年合約。

## 國家隊生涯
法比安曾入選和代表西班牙U19、U21二個年齡段青年隊出賽。
法比安因為賽季的出色表現獲得了西班牙國家足球隊的徵召，他在對陣法羅群島的比賽中完成了國家隊首秀。
2020年歐洲足球錦標賽，法比安獲安歷基選中代表西班牙參與賽事。
2024年6月，法比安入選西班牙隊參加2024年德國舉行的歐洲國家盃。

## 榮譽

### 俱樂部
皇家貝提斯
- 西班牙足球乙级联赛冠軍：2014–15賽季

 拿玻里
- 義大利盃冠軍：2019–20賽季[7]

 巴黎圣日耳曼
- 法國甲組足球聯賽冠军: 2022–23、2023–24[8]、2024–25
- 法國超級杯冠军：2023、2024
- 法國杯冠軍：2023–24、2024–25
- 欧洲冠军联赛冠軍：2024-25

### 國家隊
西班牙U21
- U21歐洲國家盃冠軍：2019年[9]

## 外部連結
- Soccerway資料庫：法比安·魯伊斯
- Fabián在BDFutbol中的档案
- 法比安·魯伊斯在 National-Football-Teams.com 上的出场纪录
- 法比安·魯伊斯的X（前Twitter）
- 法比安·魯伊斯的Instagram帳戶